# Marea Britanie postromană
Perioada postromană a Marii Britanii s-a întins din antichitatea târzie, începând cu sfârșitul dominației romane în Britania de la sfârșitul secolului al IV-lea (mutarea armatei și a administrației romane în Galia romană, la porunca lui Constantin al III-lea, în 407) și începutul secolului al V-lea, și până la urmările acesteia în secolul al VI-lea (Lupta de la Deorham, între britani și saxonii de apus, din 577). 
Cu toate că la acel moment cultura din Insulele Britanice era în mare parte derivată din cele romane și celtice, în regiune au mai ajuns și saxonii (care au migrat în zonă din Saxonia Veche) și alte triburi germanice și care au influențat în mod semnificativ zona, formând așa-numita Anglie anglo-saxonă.